# Oorhynchus aucklandiae
Oorhynchus aucklandiae är en havsspindelart som beskrevs av Hoek, P.P.C. 1881. Oorhynchus aucklandiae ingår i släktet Oorhynchus och familjen Ammotheidae. Inga underarter finns listade i Catalogue of Life.